# 赤心の歌
『赤心の歌』（せきしんのうた、原題：Naked Songs）は、アメリカ合衆国のシンガーソングライター/音楽プロデューサー、アル・クーパーが1972年に発表した、ソロ名義では6作目のスタジオ・アルバム。

## 背景
「ジョリー」は、プロデューサーのウィリー・ミッチェルの推薦によりアル・グリーンに提供される案もあったが、実現しなかった。「ビーン・アンド・ゴーン」は、一時クーパーと交際していたアネット・ピーコックのカヴァーで、オリジナル曲の「ピーコック・レディ」と「人生は不公平」も、ピーコックに捧げられた。収録曲のうち「ジョリー」と「サム・ストーン氏の場合には」のレコーディングには、アトランタ・リズム・セクションのメンバーが参加した。

## 反響・評価
アメリカではセールス的に成功せず、クーパーのソロ・プロジェクトのアルバム（コラボレーション・アルバムも含む）としては初めてBillboard 200入りを逃す結果となった。Bruce Ederはオールミュージックにおいて5点満点中4点を付け「皮肉にも契約消化のために作られたアルバムだが、聴き逃してはならない作品で、レコードの両面にわたりソウル、ゴスペル、ブルース、ポップ、さらにカントリー・ミュージックまで内包されている」と評している。

## 収録曲
特記なき楽曲はアル・クーパー作。
1. 自分自身でありなさい - (Be Yourself) Be Real - 3:26
2. 時の流れるごとく - As the Years Go Passing By (Don Robey) - 6:03
3. ジョリー - Jolie - 3:48
4. ブラインド・ベイビー - Blind Baby - 3:07
5. ビーン・アンド・ゴーン - Been and Gone (Annette Peacock) - 2:35
6. サム・ストーン氏の場合には - Sam Stone (John Prine) - 4:41
7. ピーコック・レディ - Peacock Lady - 3:22
8. 聖衣に触れて - Touch the Hem of His Garment (Sam Cooke) - 4:04
9. 君はどこへ - Where Were You When I Needed You (Al Kooper, Irwin Levine) - 3:12
10. 人生は不公平 - Unrequited - 2:52

## 参加ミュージシャン
- アル・クーパー - ボーカル、ピアノ、オルガン、アープ・シンセサイザー、ギター、ベース(on #7)
- チャーリー・ブラウン - ギター(on #2, #4)
- バリー・ベイリー - ギター(on #3, #6)
- J.R.コブ - アコースティック・ギター(on #3, #6)
- スチュアート・シャーフ - アコースティック・ギター(on #7)
- ディーン・ドートリー - ピアノ(on #6)
- ジョン・ポール・フェッタ - ベース(on #1, #2, #4, #5, #9)
- ポール・ゴダード - ベース(on #3, #6)
- ジュニア・ハンリー - ドラムス(on #1, #2, #4, #5, #9)
- ロバート・ニックス - ドラムス(on #3, #6)
- マルガ - パーカッション(on #7)
- リチャード・グリーン - フィドル(on #4)
- マイク・ゲイトリー、ロバート・ジョン、リンダ・ノヴェンバー、Maeretha Stewart、ターシャ・トーマス、アイリーン・ギルバート、パティ・オースティン、アルバーティン - バックグラウンド・ボーカル
- ジム・ウィズナー - ストリングス・アレンジ(on #7, #9, #10)